# バード (クレーター)
バード (Byrd) は、月にある大きなクレーターであり、月の北極点のごく近くに位置する。世界で初めて北極と南極の上空を飛行した探検家リチャード・エブリン・バードにちなんで名づけられた。
バードは南北に長い形状をしている。西の周壁には切れ目があり、南の周壁の高さはクレーター底よりも比べて低い。バードが形成されてからしばらく経過した後、バードの底面は流入した溶岩によって覆われたため、バードの底面は平坦である。隕石の衝突痕もほとんど見られない。バードで最も高い地点は中心付近であり、周壁ではない。
バードの北の周壁にはピアリーが接しており、南西の周壁にはジョイアが接している。

## 付随クレーター
バードのごく近くにある小さな無名のクレーターについては、アルファベットを付加することによって識別される。
| 名称     | 月面緯度     | 月面経度     | 直径  |
| -------- | ------------ | ------------ | ----- |
| バード-C | 北緯 84.7 度 | 東経 26.8 度 | 52 km |
| バード-D | 北緯 85.4 度 | 東経 32.7 度 | 24 km |